# Овалье, Хосе Томас
Хосе Томас Овалье-и-Бесанилья (исп. José Tomás Ovalle y Bezanilla; 21 декабря 1787 — 21 марта 1831) — чилийский политический, общественный и государственный деятель, Президент Чили (1829—1830), временный Президент Чили (1830—1831), вице-президент Чили (1830).

## Биография
Изучал юриспруденцию в Королевском университете Сан-Фелипе, где в 1809 году получил докторскую степень в области права.
Занимался юридической практикой, сельским хозяйством и управлением своими имениями.
Сторонник патриотических сил. Дважды избирался депутатом Сантьяго (1823 и 1824—1825), сенатором (1824), вице-президентом провинциальной ассамблеи Сантьяго, будучи избранным вице-президентом, был делегатом конгресса 1830 года.
С 24 декабря 1829 года по 18 февраля 1830 года занимал президентское кресло, затем с 1 апреля 1830 года по 8 марта 1831 года — временный Президент Чили. В 1831 году был вице-президентом Чили.
Добивался консолидации государственной власти после гражданской войны между либеральными федералистами и консервативными централистами. Выступал за укрепление центральной власти в Чили. Занимался восстановлением экономики страны, при нём Чили удалось стать четвёртым по величине производителем меди в мире.